# Neil Oatley
Neil Oatley (né le 12 juin 1954) est un ingénieur britannique, qui  a occupé le poste de Design and development director de l'écurie de Formule 1 McLaren.

## Biographie
Diplômé de l'université de Loughborough en 1976, avec une licence en ingénierie automobile, Neil Oatley avait brièvement travaillé à sa sortie de l'université, avant de rejoindre l'écurie Williams en 1977. Il y devint l'un des nombreux jeunes ingénieurs à avoir travaillé en début de carrière aux côtés de Patrick Head, avant de changer de département. Il travailla comme designer, avant de devenir l'ingénieur de course de Clay Regazzoni et Carlos Reutemann.
En 1984, Oatley fut recruté par Carl Haas, pour travailler sur le projet Haas Lola, mais les résultats furent absents et l'équipe se retira en 1986.
Il rejoint alors McLaren Racing rapidement après avoir quitté FORCE. Il travailla aux côtés de John Barnard au sein du service design. Peu de temps après, Barnard fut remplacé par Gordon Murray. Lorsque ce dernier fut nommé à la direction du projet de la McLaren F1 GTR, Neil Oatley fut « naturellement » nommé Chef Designer. Ses voitures remportèrent les titres constructeurs et pilotes en 1989, 1990, 1991 ainsi qu'en 1998, ainsi que le titre pilote de 1999.
En 2003, Oatley devient le nouveau Design and Development Director. Il est remplacé, en 2024, par Rob Marshall.